# Le Langon
Le Langon ist eine französische Gemeinde mit 1.050 Einwohnern (Stand: 1. Januar 2022) im Département Vendée in der Region Pays de la Loire; sie ist Teil des Arrondissements Fontenay-le-Comte und des Kantons Fontenay-le-Comte. Die Einwohner werden Langonnais genannt.

## Geografie
Le Langon liegt etwa 35 Kilometer nordwestlich von Niort und etwa 40 Kilometer ostsüdöstlich von La Roche-sur-Yon im Weinbaugebiet Fiefs Vendéens. Das Gemeindegebiet gehört zum Regionalen Naturpark Marais Poitevin. Umgeben wird Le Langon von den Nachbargemeinden Petosse im Norden und Nordosten, Auzay im Osten und Nordosten, Le Poiré-sur-Velluire im Osten und Südosten, La Taillée im Süden und Südosten, Vouillé-les-Marais im Süden, Chaillé-les-Marais im Südwesten sowie Mouzeuil-Saint-Martin im Westen.

## Bevölkerungsentwicklung
| Jahr                      | 1962 | 1968 | 1975 | 1982 | 1990 | 1999 | 2006 | 2013 |
| Einwohner                 | 1097 | 1024 | 953  | 946  | 945  | 1010 | 1052 | 1137 |
| Quelle: Cassini und INSEE |      |      |      |      |      |      |      |      |

## Sehenswürdigkeiten

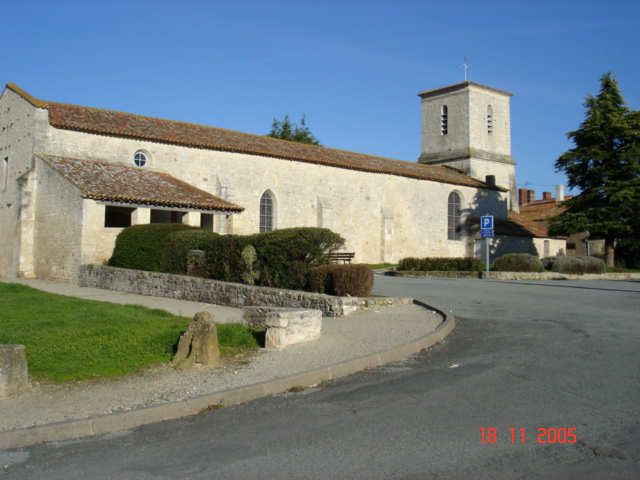
Kirche Saint-Pierre

- Kirche Saint-Pierre